# Ушакова Валентина Олексіївна
Валентина Олексіївна Ушакова (рос. Валентина Алексеевна Ушакова; 9 березня 1925, Москва, РРФСР, СРСР — 5 жовтня 2012, Москва, Росія) — радянська і російська акторка.
Закінчила акторський факультет Всесоюзного державного інституту кінематографії (1949).

## Фільмографія
- «Мусоргський» (1950, Надія)
- «Підкорювачі вершин» (1952, Валя Черних)
- «Зелені вогні» (1955, Людмила)
- «Нічний патруль» (1957, Таня Никифорова)
- «Зірка екрану» (1974, Маша Федотова, фронтова медсестра)
- «Різні долі» (Віра Зубова)
- «Вулиця молодшого сина» (Юлія Львівна, вчителька) та ін.

Знялась в українських кінофільмах
- «Шляхи і долі» (1955, Люся Гармаш)
- «Народжені бурею» (1957, Людвига)